# Piedra rúnica de Frösö
La piedra rúnica de Frösö es la piedra rúnica erigida más septentrional de todas las conocidas hasta hoy. Clasificada en la Rundata como J RS1928;66 $. Originalmente emplazada en el extremo de la terminal de ferrys, entre la isla de Frösön y Östersund.

## Descripción
La piedra es única porque cita en su dedicatoria a la cristianización de Jämtland por Austmaðr y la construcción de un puente, más que un cenotafio; fechada entre 1030 y 1050; tuvo que ser recolocada frente al edificio principal del condado a causa de la construcción de un nuevo puente, entre 1969 y 1971.
Las siguientes personas y lugares aparecen en la inscripción: 
- Austmaðr - en Nórdico antiguo occidental, coloquialmente un hombre de Escandinavia continental. Parecido a Vestmaðr (Castellano: Hombre del Oeste) posiblemente un bretón de habla nórdica.
- Guðfastr (Castellano: Aquel quien es leal a Dios).
- Jamtaland - (Castellano: Tierra de los "Jamtar") - Apelativo en Nórdico antiguo para Jämtland; jamti puede significar una persona que trabaja duro (también en alemán emsig (duro trabajo).
- Ásbjörn - (Castellano: Oso de Dios)
- Trjónn - (Castellano: Hocico) - Un nombre más o menos específico de Jämtland, y también encontrado en bastante documentos medievales.[1])
- Steinn - (Castellano: Piedra)

## Inscripción

### En caracteres latinos
austmoþr kuþfastaR sun lit rai...rais... .....-n þino auk kirua bru þisa auk hon lit kristno eotalont .. osbiurn kirþi bru triun raist auk tsain runoR þisaR

### EnNórdico antiguo
Austmaðr, Guðfastar sun, lét raisa stainn þenna, auk gerva brú þessa, auk hann lét kristna Jamtaland. Ásbjörn gerði brú. Trjónn raist, auk Stainn, rúnar þessar.

### En castellano
Austmaðr, hijo de Guðfastr's, ha erigido esta piedra y construido este puente y cristianizado Jämtland. Ásbjörn construyó el puente. Trjónn and Steinn grabaron estas runas.